# Brignon
Brignon is een gemeente in het Franse departement Gard (regio Occitanie) en telt 658 inwoners (1999). De plaats maakt deel uit van het arrondissement Alès.

## Bezienswaardigheden
Raimond de Brignon liet een stadsmuur bouwen met daarin verschillende torens:
- Tour de l'Horloge (10e en 13e eeuw) gebouwd ter hoogte van de zuidelijke stadspoort. In 1862 werd er een klokkentoren op gebouwd.
- Tour Carrée (10e eeuw), de oudste toren die nadien talrijke verbouwingen kende en nu een onderdeel vormt van het gemeentehuis.
- Tour Ronde (10e eeuw).
- Een andere toren is ingewerkt in de 19e-eeuwse dorpskerk.[2]

## Geografie
De oppervlakte van Brignon bedraagt 6,7 km², de bevolkingsdichtheid is 98,2 inwoners per km².

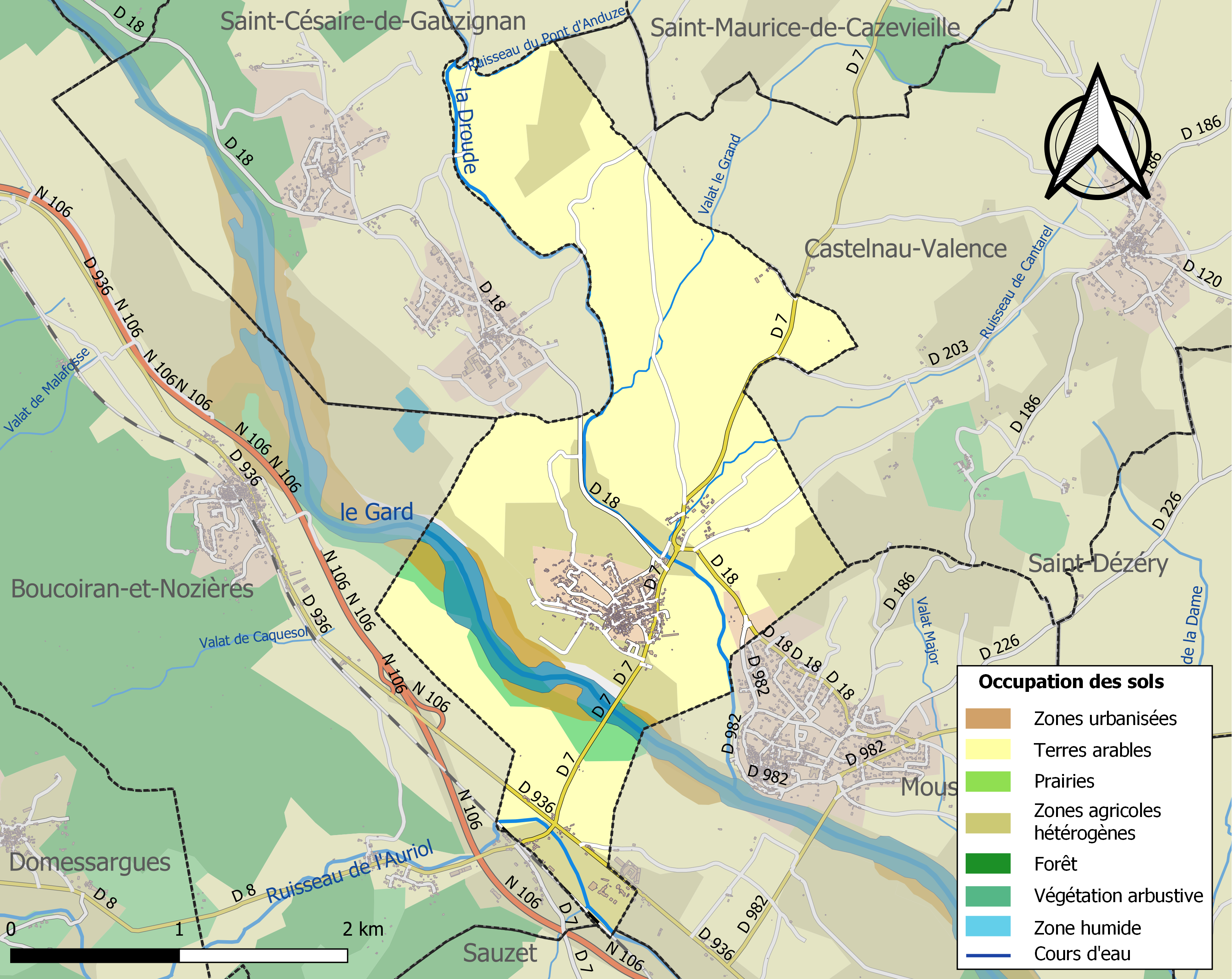
Kaart van de gemeente met de belangrijkste infrastructuur, bodemgebruik en omliggende gemeenten

## Verkeer
De spoorweghalte 
Nozières-Brignon ligt dichtbij, in de aanpalende gemeente Boucoiran-Nozières.

## Demografie
Onderstaande figuur toont het verloop van het inwonertal (bron: INSEE-tellingen).